# Stereografisk projektion

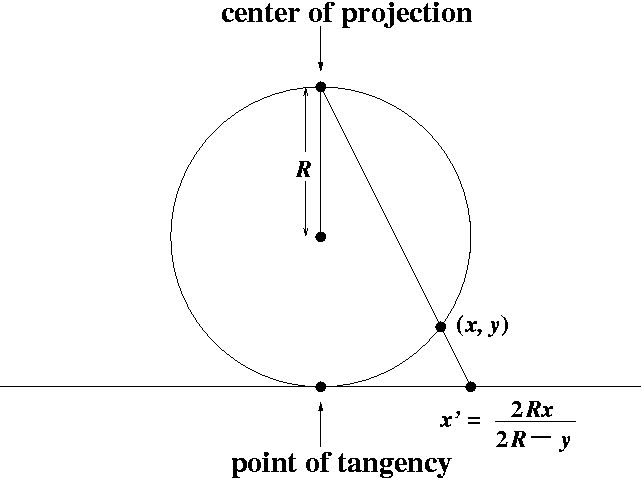
Geometrisk konstruktion av stereografisk projektion.

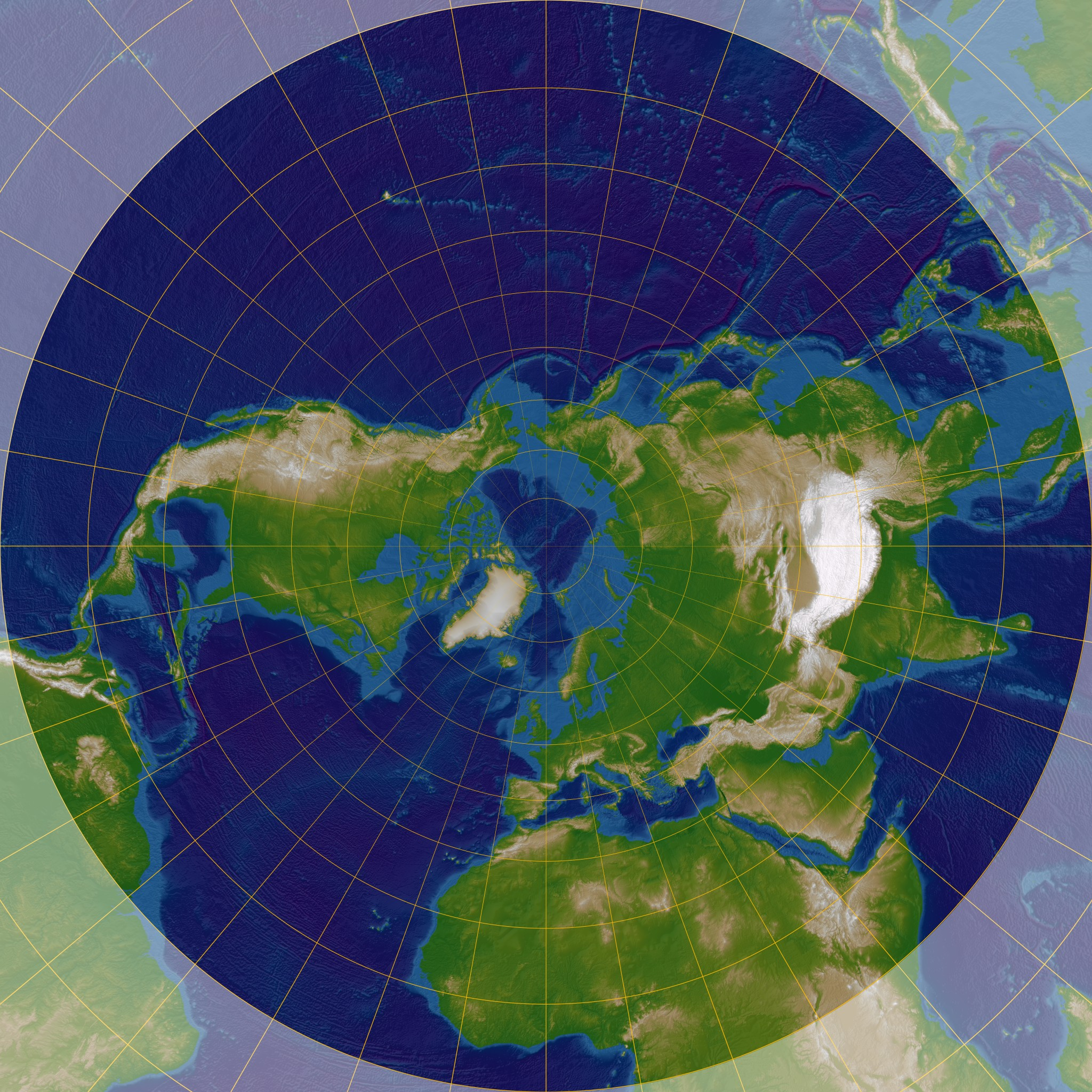
Norra hemisfären i stereografisk projektion.

Stereografisk projektion är en form av avbildningar av punkter på en sfärs yta till punkter i ett plan.

## Definition
Antag att {\displaystyle S} är en sfär, {\displaystyle P\in S} en punkt och {\displaystyle \Pi } är ett plan i rummet sådana att de i något ON - system har representationen {\displaystyle S:x^{2}+y^{2}+z^{2}=1}, {\displaystyle P=(0,0,1)} , samt {\displaystyle \Pi :z=-1}. Den stereografiska projektionen {\displaystyle f:S\backslash \{P\}\to \Pi } definieras av att {\displaystyle f(P),P}, och {\displaystyle P} ligger i linje.

## Egenskaper
Den stereografiska projektionen är bijektiv.

## Tillämpningar
Inom grafteorin kan den stereografiska projektionen användas för att visa att en färgning av en sfär inducerar en färgning av planet, och, på grund av att den stereografiska projektionen är bijektiv, att en färgning av planet inducerar en färgning av en sfär.